# 眾神的山嶺
《眾神的山嶺》（神々の山嶺）是日本小說家夢枕獏的小說。1994年7月至1997年6月在《小説すばる》中連載，上下卷於1997年8月由集英社出版，後來成為平裝本。角川文庫的單卷書更名為《聖母峰：眾神的山嶺》（エヴェレスト 神々の山嶺）以符合電影名稱。本書獲得1998年第11屆柴田鍊三郎獎。

## 登場人物
- 羽生 丈二
- 深町 誠
- 長谷 常雄
- 岸 涼子

## 漫畫
谷口治郎繪製的漫畫版從2000年到2003年在雜誌《Business Jump》（集英社出版）上連載了大約三年。 2001年，本作品獲得日本媒體藝術節漫畫部門“優秀獎”。

## 電影
平山秀幸導演將本作品改編為真人電影《聖母峰：眾神的山嶺》，於2016年3月12日上映。發行公司是東寶、ASMIK ACE，主演者是岡田准一。
本片於2015年3月在尼泊爾開拍，包括聖母峰基地營附近海拔5200米的地點。4月25日，發生尼泊爾地震，珠穆朗瑪峰發生大規模雪崩。這部電影還包括一段地震發生前加德滿都的視頻。本片在6月殺青。
2016年3月8日，舉辦尼泊爾地震重建援助慈善預演，皇太子德仁親王一家出席，距離上次（2009年）全家一起看電影《忠犬小八》已經有7年之久。

## 動畫
法國導演Patrick Imbert根據谷口治郎的漫畫《眾神的山嶺》，改編為同名動畫《眾神的山嶺》（Le Sommet des Dieux），並於7月在第74屆坎城影展放映，9月在法國上映。